# Neogenyton
Neogenyton (abreviado Neogenyton) es un libro con descripciones botánicas que fue escrito por el polímata, naturalista, meteorólogo, y arqueólogo estadounidense de origen franco-germano-italiano, Constantine Samuel Rafinesque. Fue publicado en Lexington en el año 1825 con el nombre de Neogenyton, or Indication of Sixty-Six New Genera of Plants of North America. By C. S. Rafinesque. 1825. Dedicated to Professor De Candolle of Geneva.